# باشگاه فوتبال تورکی یونایتد
باشگاه فوتبال تورکی یونایتد (به انگلیسی: Torquay United Football Club) یک باشگاه فوتبال در شهر تورکی، کشور انگلستان است که در سال ۱۸۹۹ میلادی تأسیس شده‌است.

## بازیکنان ایرانی
امیر هاشمی مقدم